# دیتر لیبرویرت
دیتر لیبرویرت (انگلیسی: Dieter Lieberwirth؛ زادهٔ ۱۳ ژانویهٔ ۱۹۵۴) بازیکن فوتبال اهل آلمان است.
از باشگاه‌هایی که در آن بازی کرده‌است می‌توان به باشگاه فوتبال نورنبرگ اشاره کرد.